# Feudalismo en España

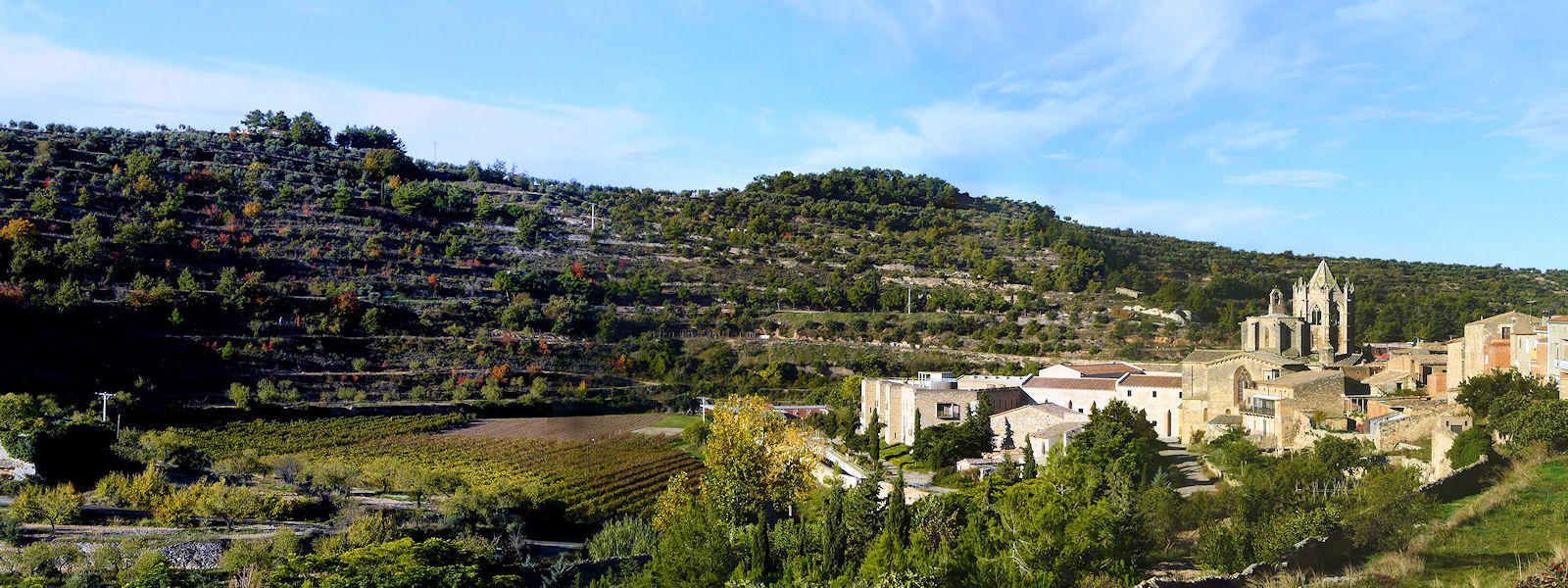
Entorno del Monasterio de Santes Creus. El monasterio en España fue un elemento esencial en la conformación de las estructuras feudales

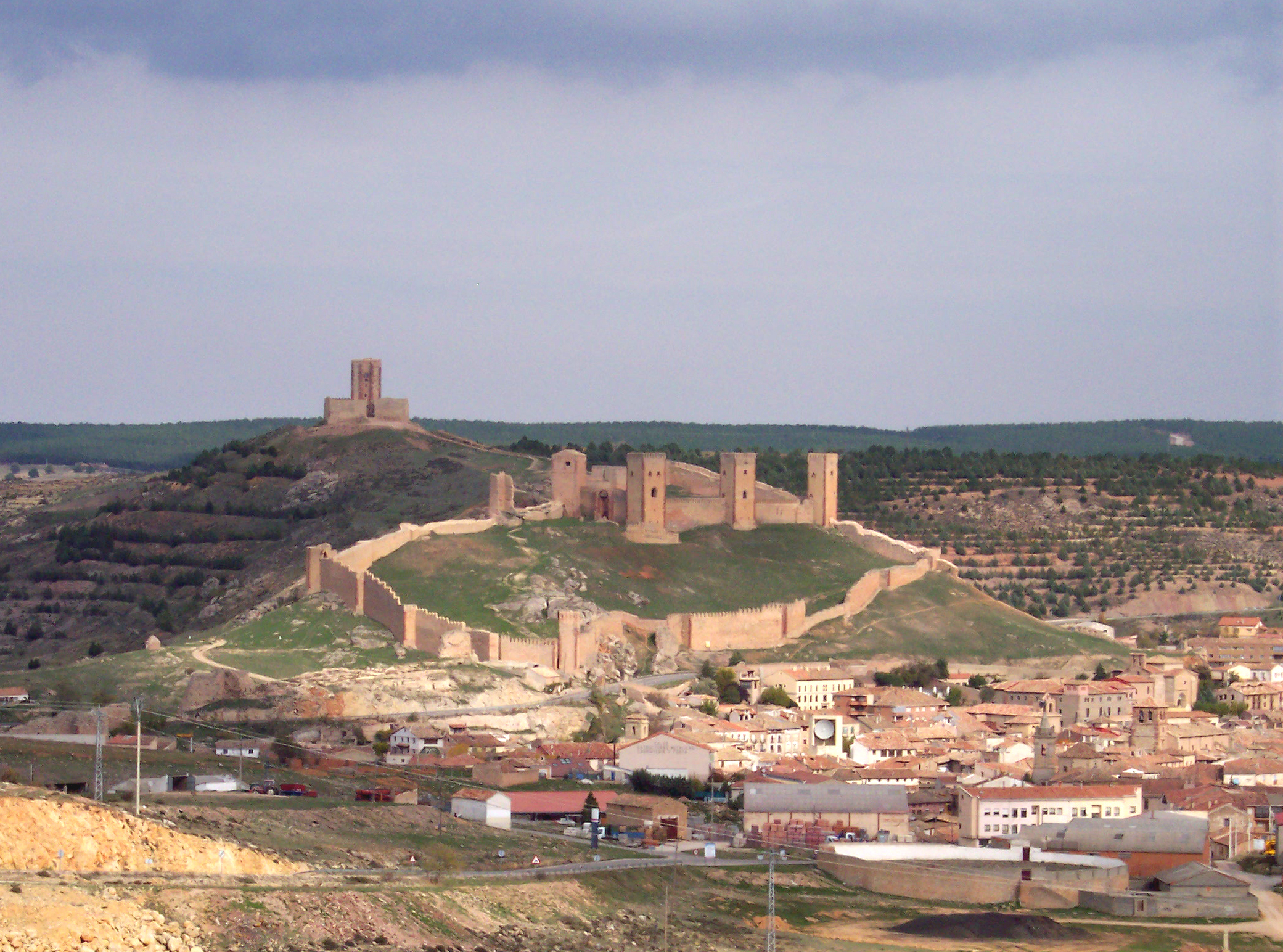
Entorno del castillo de Molina de Aragón. El señorío de Molina, incorporado a la Corona de Castilla, fue uno de los títulos de soberanía de la Monarquía Hispánica

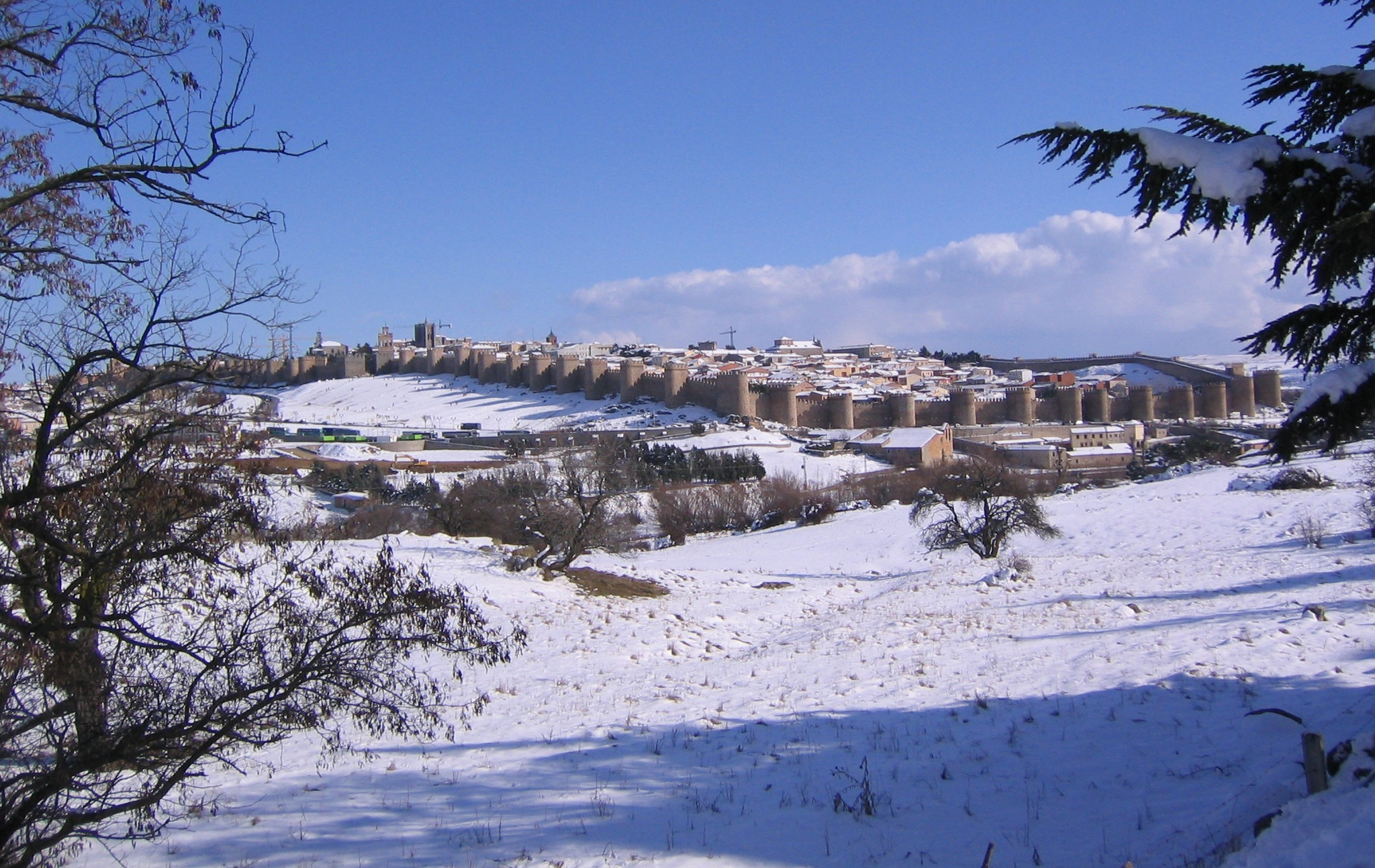
Entorno de Ávila, uno de los concejos que extendían su "señorío colectivo" sobre un extenso alfoz rural. La condición de su clase dirigente se evidenciaba con uno de sus títulos honoríficos: "Ávila de los caballeros"

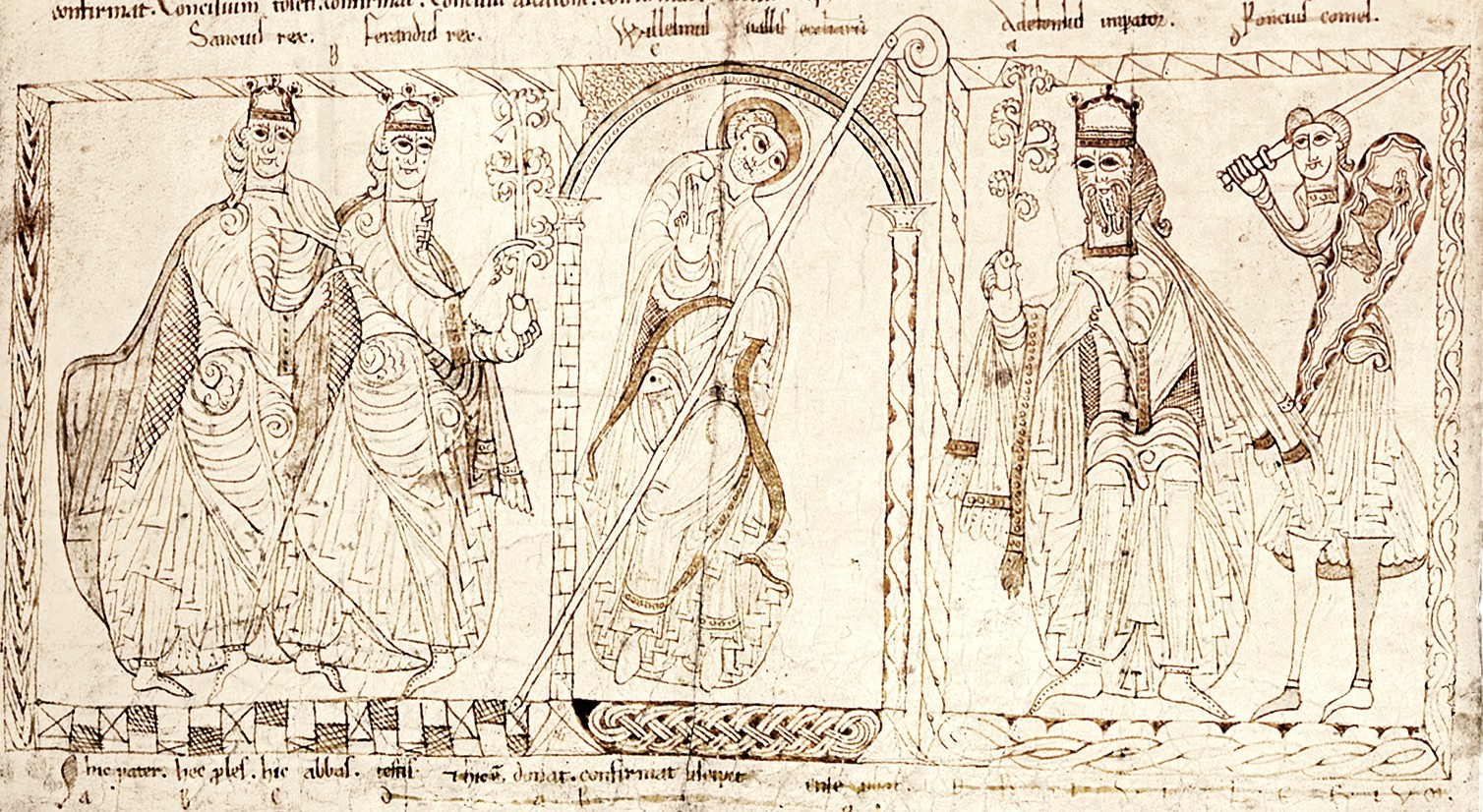
Ilustración del Privilegium Imperatoris, carta de donación de tierras al abad Willelmus (representado en el centro, con báculo, bendiciendo con la mano derecha y la cabeza inclinada). A la derecha, el rey Alfonso VII de León (con una rama en la mano, símbolo de la donación) y el conde Ponce (con espada y escudo, que actúa como testigo de la donación). A la izquierda, los hijos del rey (uno de ellos, con una rama en la mano).

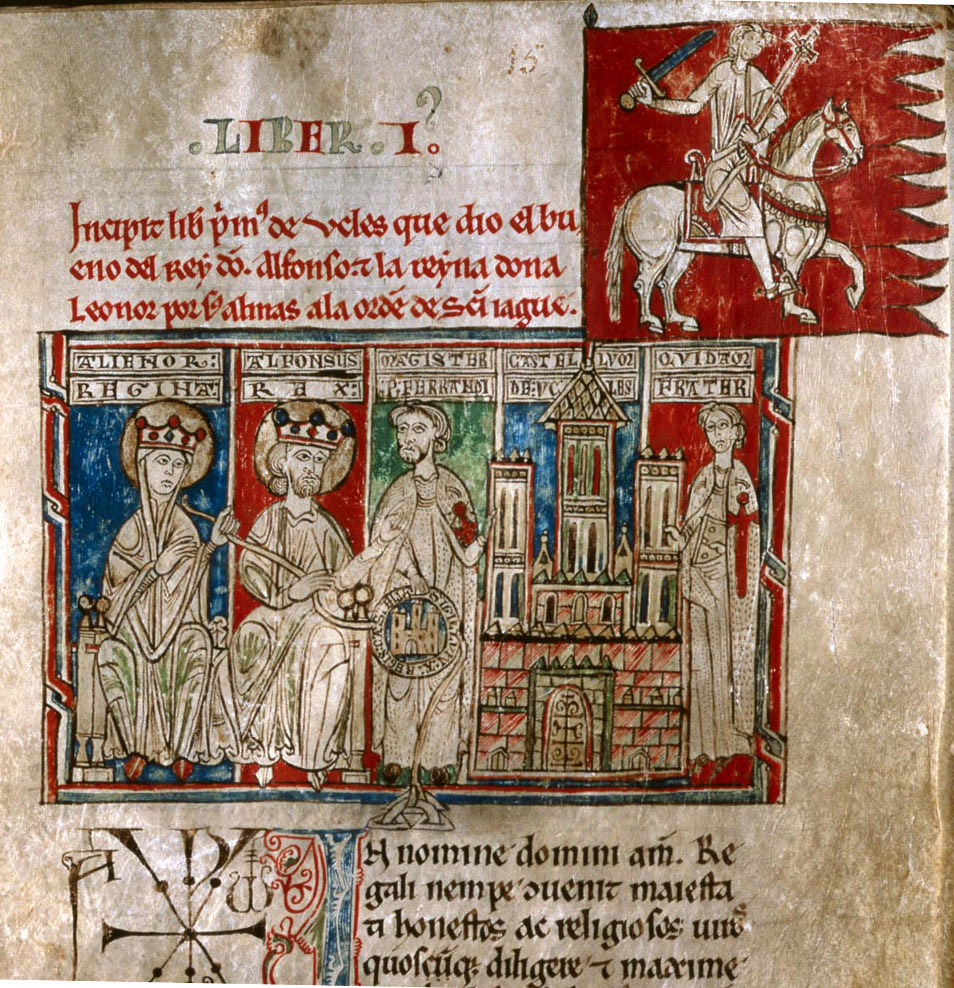
Alfonso VIII de Castilla y la reina Leonor entregan el castillo y villa de Uclés al maestre de la Orden de Santiago, en una ilustración del Tumbo Menor

El feudalismo en España, feudalismo español, feudalismo en la península ibérica o feudalismo ibérico, son expresiones historiográficas de problemática definición. El uso del término "feudalismo" para describir las estructuras socioeconómicas y las instituciones españolas de la Edad Media y el Antiguo Régimen es objeto de debate historiográfico.

## Contexto histórico

### Orígenes
Desde la crisis del siglo III, el Bajo Imperio romano, especialmente en Occidente, fue avanzando en la transición del esclavismo al feudalismo (en terminología del materialismo histórico). Las estructuras pre-feudales se encontraban establecidas con claridad en la Antigüedad Tardía y la Alta Edad Media, periodo que en la historia de España está cubierto por las invasiones germánicas, el reino visigodo y los primeros siglos de la presencia musulmana y los reinos hispanocristianos. La feudalización de los reinos cristianos occidentales tuvo una doble causa: la continuidad con el estatus visigodo, sobre todo en la cuenca del Duero, y la transformación de la organización indígena en las zonas de montaña, nunca dominadas por los visigodos. Se trató del paso de clan propietario de sus tierras con un jefe elegido a tierras de propiedad personal de ese jefe, convertido en "señor" hereditario. En los reinos cristianos orientales, especialmente en los condados catalanes, la organización territorial de origen carolingio era más inmediata y evidente.

### Auge
La Plena Edad Media presenció la conformación de monarquías feudales, que desde la crisis bajomedieval evolucionaron a monarquías autoritarias, mientras las estructuras se transformaban en la transición del feudalismo al capitalismo (nuevamente en terminología materialista) y se establecía el predominio social de un clero omnipresente y una poderosa aristocracia o alta nobleza de nuevo cuño (los "grandes"). Avanzada la Edad Moderna, España protagonizó una peculiar evolución que, en la coyuntura denominada crisis del siglo XVII, puede entenderse como un proceso de refeudalización, y que determinó su atraso secular respecto a la Europa noroccidental. Hasta bien entrada la Edad Contemporánea la revolución liberal no suprimió las instituciones "feudales" contra las que se definía a sí misma. A pesar de ello, no consiguió suprimir su impronta en las estructuras económicas y sociales, que no terminaron de "modernizarse" hasta la segunda mitad del siglo XX.

## Sobre el concepto
Más que el término "feudo" se utiliza en España el de "señorío", conjunto de territorios vinculados a un señor, que ejercía su jurisdicción sobre sus habitantes y extraía sus rentas sobre su actividad económica (especialmente sobre la producción agropecuaria, dado el escaso nivel de desarrollo de otras actividades en este estadio preindustrial -a excepción de algunos núcleos comerciales y financieros-). La preferencia por el término "señorío" hace que buena parte de la bibliografía utilice las expresiones sistema o régimen señorial en vez de régimen o sistema feudal español.[cita requerida]
Inherente al feudalismo es la descentralización del poder hacia la base de la pirámide feudal, y tal proceso se evidencia en la necesidad que tuvieron los reyes de la reconquista de delegar sus competencias teóricas (junto con su capacidad fiscal) en miembros de la nobleza y el clero (los estamentos privilegiados), mediante todo tipo de figuras jurídicas, que fueron variando con los siglos en las sucesivas zonas sometidas al proceso de repoblación. La situación del común (tercer estado, estado llano o pueblo llano -los no privilegiados-) adquirió muy diferentes características en distintas zonas y épocas; entre la mitificada "libertad" de las presuras y concejos abiertos iniciales y la sumisión a duras condiciones serviles, y todo tipo de situaciones intermedias para los campesinos, mientras que las ciudades (de creciente importancia), regidas por un patriciado urbano, se convertían en "señoríos colectivos" sobre el campo circundante.[cita requerida]

## Debate historiográfico
Los partidarios de una consideración más restrictiva del término "feudalismo" sostienen que, de haber rasgos feudales en el reino visigodo, desaparecieron con la conquista musulmana; mientras que únicamente en la Marca Hispánica, como parte del Imperio carolingio, pudieron desarrollarse como plenamente feudales. Para los reinos de Castilla, Navarra, Aragón y las taifas musulmanas solo consideran que hubo algunos elementos similares al feudalismo europeo, entre los que estarían instituciones como las Cortes. La guerra actuó como salvaguarda de la libertad jurídica, y también como motivo de promoción por medio de instituciones como la behetría, la caballería villana y la presura. La colonización de las tierras conquistadas se realizó inicialmente por hombres libres (presura en los núcleos occidentales, aprisio en los orientales).
Frente a ello, hay autores Medievalistas y Filósofos del derecho (críticos a la metodología marxista) que consideran inexacto la aplicación del término en la geografía española, con quizás la salvedad de Cataluña por su influencia carolingia, dado que no se presentaron las condiciones jurídicas para institucionalizar el feudum. Previamente el debate cuestionando la existencia del feudalismo en España a partir del siglo XIX por algunos ilustrados españoles como Francisco Martínez Marina, o los historiadores romanticistas como Alexandre Herculano; como también surgirían quienes si creían en su existencia, como Francisco de Cárdenas o Rafael García Ormaechea en el siglo XX. El historiador Claudio Sánchez-Albornoz, también defensor de la ausencia de feudalismo español fuera de Cataluña, haría una distinción entre régimen feudal (relaciones feudovasalláticas, de carácter jurídico-político) y régimen señorial (relaciones de los propietarios de tierra con los campesinos, de carácter socioeconómico), mientras advertía que muchos autores solían confundirlos para defender la existencia de un feudalismo, cuando en España a lo mucho solo hubo elementos parciales de este Stricto sensu. La concepción del feudalismo español de Sánchez-Albornoz llegaría a imponerse tras el Revisionismo histórico en los estudios medievalistas posterior a la Segunda Guerra Mundial.

"En la actualidad parece que está fuera de toda duda que, salvo Cataluña, los restantes Reinos Hispánicos no llegaron a adquirir una forma política 'feudal'. Desde un punto de vista jurídico -y no puede perderse de vista que el ´feudum´ es una institución jurídica aunque obviamente tenga implicaciones sociales y económicas- se puede afirmar que desde un punto de vista político ni León, ni Castilla, ni Aragón, ni Navarra se organizaron de acuerdo a las pautas del régimen feudal"
José Sánchez Arcilla

"la circunstacia de haber sido ciertos historiadores del derecho y de las instituciones político-administrativas quienes de manera mas notable profundizaron en su estudio...(haya tenido mucho que ver en) la atención metodológica otorgada a los elementos de carácter político o al ensamblaje jurídico -vasallaje y beneficio- que van a caracterizar de manera más visible a la organización feudal"
Salvador de Moxó

Incluso los que son partidarios de utilizar el término, suelen indicar que el feudalismo en España no se caracteriza por relaciones feudo-vasalláticas "puras" (es decir, idénticas al modelo teórico definido por los historiadores institucionalistas a partir de textos de la época de descomposición del Imperio carolingio), sino que tiene características propias, como la especial configuración de tierras y lugares en realengo (con muy distintas categorías, como villas y ciudades, y las aldeas de sus alfoces -comunidades de villa y tierra-) y distintas clases de señorío (solariego, abadengo, behetría) y las encomiendas de las órdenes militares; resultado del particular proceso reconquistador y repoblador. En cuanto a la estructura territorial de al-Ándalus, incluso en los momentos de mayor poder central (Califato de Córdoba) incluyó una fuerte descentralización, especialmente en las marcas fronterizas; pero no se produjo la identificación de jurisdicción y posesión de la tierra que caracterizó al feudalismo carolingio, mientras que otras figuras jurídicas (iqtá, tasgil -equivalente al "señorío"-) sí son más similares. La determinación de si hubo o no "feudalismo" en Al-Ándalus, o la consideración como "feudales" o no de determinados rasgos de sus estructuras socioeconómicas o de sus instituciones dependen del punto de vista que adopte cada historiador o escuela historiográfica.
Desde el punto de vista socioeconómico, la mayor parte de los historiadores admiten la existencia de feudalismo en la península ibérica: como en otras partes de Europa, se estableció el predominio de una aristocracia feudal con jurisdicción sobre distintos territorios, y relaciones de dependencia y jerarquizadas entre los grupos sociales, aunque sus instituciones no fueran idénticas. La sociedad era eminentemente rural, y la mayor parte del campesinado estaba en situación de dependencia respecto a los grandes propietarios territoriales en un régimen señorial que persistió durante todo el Antiguo Régimen, hasta la revolución liberal del siglo XIX. Los reyes procuraron incrementar su poder ante el "feudalismo nobiliario" reforzando a villas y ciudades "de realengo" (dependientes únicamente de la corona) con un "feudalismo comunal" expresado en los fueros.
La determinación de la naturaleza de la condición servil o libre de los campesinos, de las prestaciones de trabajo (corveas o sernas), de la distribución del terrazgo, de la propiedad alodial o sometida a distintas formas de dominio compartido (útil, eminente) o de vinculación (eclesiástica -abadengo, señorío eclesiástico- nobiliaria -mayorazgos-, concejil -propios y comunales- o de otras instituciones -universidades, colegios mayores, todo tipo de fundaciones-), de los señoríos (territoriales o jurisdiccionales, según la diferenciación a posteriori que pretendió delimitarse en la revolución liberal española), de la extensión del realengo y otros extremos del feudalismo en España (o su negación por no acomodarse al modelo carolingio-francés -excepto en Cataluña-) es un problema o debate historiográfico clásico. En cualquier caso, para el siglo XIV la servidumbre era marginal en España, como en toda Europa occidental, mientras que comienza a desarrollarse en Europa oriental. En cambio, la definición de relaciones de producción feudales en el campo no tiene por qué depender de la condición jurídica servil, dado que lo sustancial (en terminología propia del materialismo histórico) es la "extracción del excedente mediante coerción extraeconómica".

Respecto al feudalismo castellano, dado que la historiografía oficial y academicista partió de los presupuestos teórico-metodológicos positivistas y de una idea jurídico-política del feudalismo, no se dudó en asegurar «sin riesgo de error, que el sistema feudal no alcanzó en los Estados de la Reconquista su completo desarrollo y que la estructura social y política de la mayor parte de la España cristiana nunca llegó a constituirse según las formas políticas de los Estados feudales» (Luis García de Valdeavellano, Las instituciones feudales en España, pág. 231). En esta misma línea, a partir de la consideración del feudalismo como un fenómeno esencialmente político y superestructural, se formularía una distinción mixtificante entre régimen feudal y régimen señorial como categorías excluyentes y contrapuestas (Luis García de Valdeavellano, op. cit; Grassotti, Las instituciones feudo-vasalláticas en León y Castilla. Partiendo desde presupuestos positivistas, Salvador de Moxó ha puesto de manifiesto algunas de las limitaciones de las causas y razones aducidas por los dos autores anteriores para mantener la no feudalización castellana. Sociedad, estado y feudalismo, págs. 193-202.). Por fortuna la visión académico-oficial del feudalismo en general y del feudalismo castellano en particular resulta cada vez menos inapelable y su cuestionamiento crítico se halla en marcha, precisamente desde las perspectivas teórico-metodológicas derivadas -en unos casos simplemente invocadas y en otros asumidas directa y conscientemente, aunque con desigual acierto y rigor de la otra concepción del feudalismo: el feudalismo entendido como modo de producción (Pese a no contar todavía con una sola monografía rigurosa sobre el feudalismo en Castilla analizado desde las categorías y métodos derivados de su consideración como «modo de producción» se han publicado ya algunos trabajos y se van ensayando, poco a poco, ciertas observaciones y problemas que apuntan hacia esa dirección: Bartolomé Clavero, Mayorazgo: propiedad feudal en Castilla (1369-1836), págs. 60 y ss.; Señorio y hacienda a finales del antiguo régimen en Castilla; Julio Valdeón Baruque, Prólogo en El modo de producción feudal, Akal, págs. 7-14; Sebastiá Domingo, Crisis de los factores mediatizantes del regimen feudal; Reyna Pastor de Togneri, Del islam al cristianismo, págs. 12 y ss.)

Por otra parte, autores como Josep Fontana llegarían a denunciar que recientemente, por la década de 1960 y 1970, se estaba dando una "normalización académica" en España (influenciada por las tendencias en el extranjero de la Escuela de los Annales y el Materialismo dialéctico marxista, que propugnaban equiparar feudalismo a un Modo de producción y no como un conjunto de instituciones) en el que, a pesar de los estudios entre los académicos medievalistas y sus cuestionamientos, los centros educativos españoles (como las universidades y las escuelas) asumieron a priori en sus materiales educativos la existencia de un feudalismo español (sin distinguírsele del régimen señorial, igualándose ambos) a la hora de enseñarse el Antiguo Régimen de España, como haría el catedrático Miguel Artola Gallego en la Universidad de Salamanca. Además, y pese a que Fontana discutía la validez del término, de todos modos señalaría que toda la confusión habría empezado en el siglo XIX, dado que habían sido los campesinos de ese entonces quienes identificaban, superficial y genéricamente, con el nombre de 'feudalismo' al régimen señorial al que combatían dichas clases sociales, generalizándose. Pese a todo, los partidarios del materialismo históricos se lograrían imponer en las universidades españoles al darse más énfasis a los estudios de la Historia del capitalismo que a los de la Edad Media, y con ello la concepción marxista del feudalismo como un mero modo de producción, que necesariamente precedió al capitalismo, reduciéndosele a un fenómeno puramente económico y opresor. Sería así que al debate historiográfico se le agregarían tintes ideológicos y hasta políticos.

## Derecho feudal en España

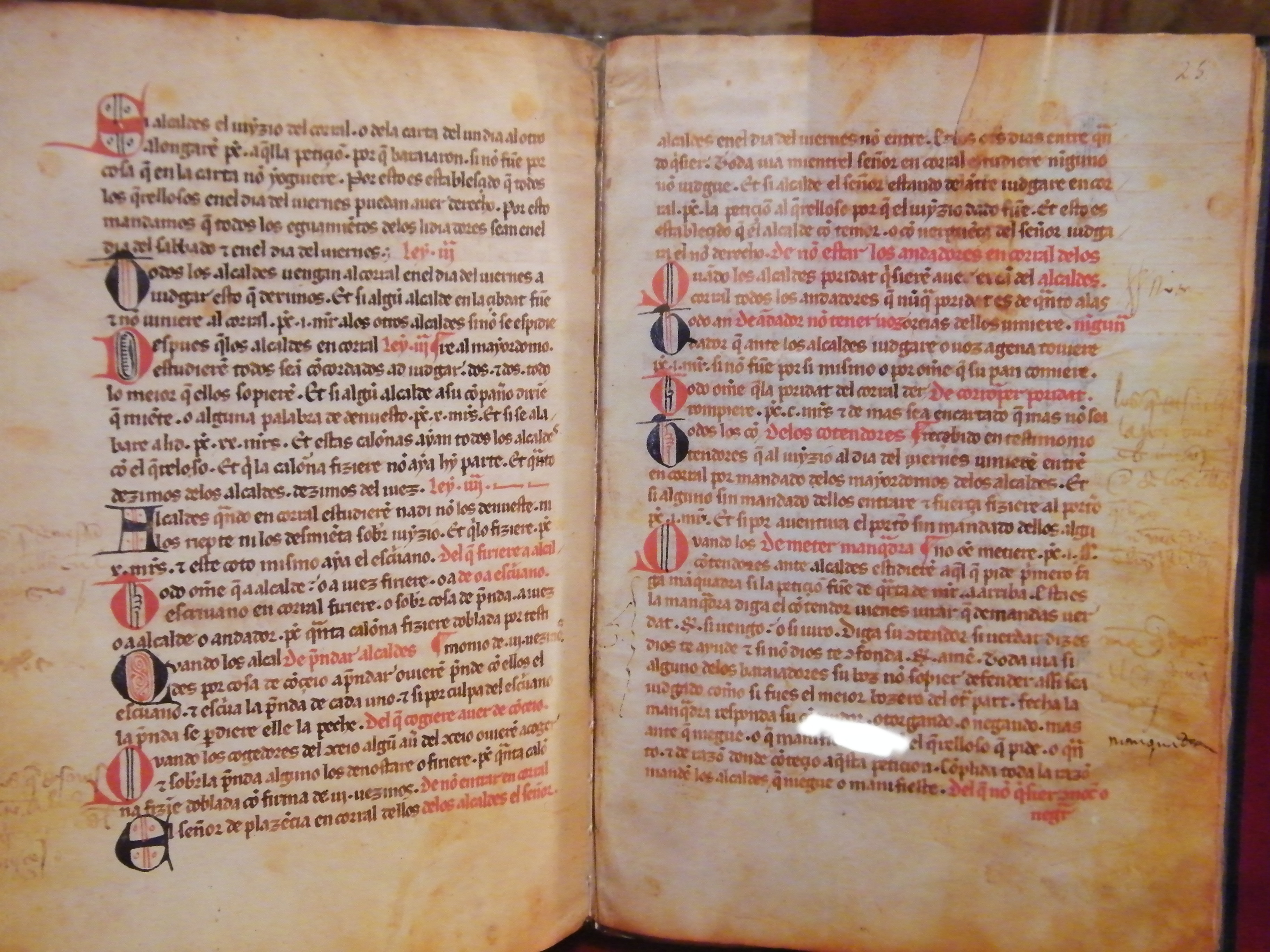
Fuero de Plasencia, 1186

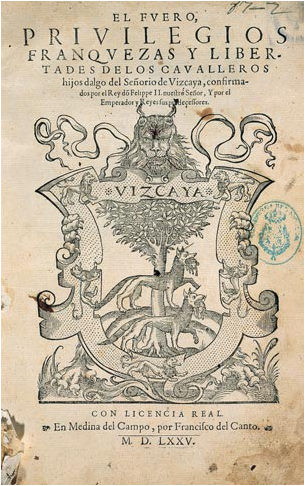
Edición de 1575 de El fuero, privilegios, franquezas y libertades de los caballeros hijosdalgo del Señorío de Vizacaya

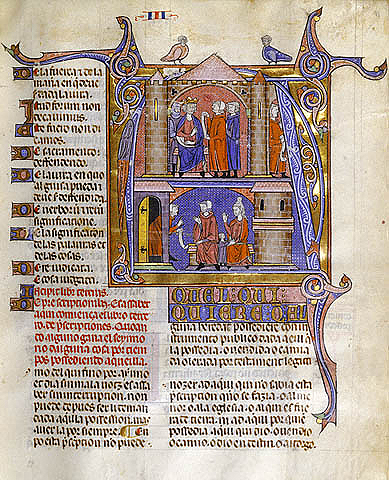
Vidal Mayor, primera compilación de los fueros de Aragón (hacia 1250)

Las expresiones "derecho feudal" y "derecho feudal en España" tienen algún uso. Mucho más abundante son las de "derecho español medieval", "derecho español del Antiguo Régimen" o "derecho hispánico". A pesar de la diferencia conceptual entre unas y otras expresiones, no hay una distinción clara en su uso bibliográfico.
Inherente al feudalismo es la desigualdad jurídica. Además de los privilegios estamentales, es decir, las leyes privativas o "fueros" que se aplicaban de forma particular a una persona por razón de pertenecer a la nobleza o a una institución eclesiástica, y que le hacían estar sujeto a una jurisdicción diferente de la ordinaria (fuero eclesiástico, extendido también a la universidad -fuero universitario-, o fuero de nobleza, extendido a algunas zonas que pretendían "hidalguía universal"); los fueros como privilegios locales regían las relaciones de los ciudadanos entre sí y con sus magistrados y las de cada concejo con la Corona; que se los concedía mediante Cartas-pueblas u otras figuras jurídicas. Las más antiguas fueron la Carta puebla de Brañosera (actual provincia de Palencia, 824) y la de Freixa (Pallars, 954). En algunas ocasiones, los fueros distinguían, para la misma localidad, diferentes grupos (en Toledo -Alfonso VI, 19 de marzo de 1101-, el fuero de los mozárabes, el fuero de los francos y el fuero de los castellanos). La gran diversidad de fueros existentes (aun limitada a un número limitado de "troncos" -de León, de Sahagún, de Benavente, de Logroño, de Toledo, de Cuenca-Teruel, de Jaca-Estella, de Zaragoza, de Lérida, de Valencia, de Córdoba-) pretendió homogeneizarse por Alfonso X "el sabio" con el Fuero Real de 1255 (también llamado Fuero de las leyes, Fuero del libro o Fuero de los concejos), inspirado en el fuero de Soria y el Fuero Juzgo y otorgado inicialmente a Aguilar de Campoo y extendido a otras localidades (Madrid, Béjar, Soria, Sahagún, etc.) La capacidad del Fuero Real se vio fuertemente restringida desde 1272, en que se estableció el predominio del Fuero Viejo en las materias reglamentadas por él, y que otorgaba mayores privilegios a los nobles.

### Derecho foral
La inicial preferencia por el derecho consuetudinario en el condado de Castilla fue legendaria: como expresión de su independencia del reino de León, donde se aplicaba el derecho escrito de origen visigodo, se quemaron todos los ejemplares que pudieron encontrarse del Liber Iudiciorum, y se encargó el gobierno a jueces que aplicaban los usos y costumbres y los interpretaban libremente ("fazañas" o "fueros del albedrío"). Sistemas similares se aplicaban en los reinos orientales. Ya en la Baja Edad Media, y tras la definitiva unificación de Castilla y León, el ordenamiento jurídico de la Corona de Castilla tuvo una particular trascendencia, al constituirse en la base del de la Monarquía Hispánica del Antiguo Régimen a través de las sucesivas recopilaciones, aplicadas también a los territorios del Imperio español (a los que se aplicaron particularmente las Leyes de Indias). La potestad legislativa siempre correspondió en Castilla al rey, aunque las Cortes de Castilla eran el foro donde se debatían las leyes generales, y sus textos se recogían en los Cuadernos de Cortes. El ordenamiento legislativo castellano medieval fue muy complejo:
El Fuero Juzgo, promulgado en 1241 por Fernando III, era la traducción al leonés del Liber Iudiciorum, aplicándose como un código legislativo de derecho local. Pervivió como derecho vigente hasta finales del siglo XIX, con la aprobación del Código Civil; e incluso con posterioridad mantiene una vigencia parcial como derecho foral civil supletorio en el País Vasco, Navarra y Aragón.
Las Siete Partidas fueron el ordenamiento jurídico elaborado durante el reinado de Alfonso X de Castilla (1252-1284). Su contenido abarcaba casi todas las manifestaciones de la vida, desde el derecho político y civil hasta el penal, pasando por la familia, sucesiones, negocios jurídicos y procedimientos judiciales.
El Libro de los Fueros de Castilla (entre 1248-1252) y el supuesto Ordenamiento de Nájera (documento de no establecido origen, que pretendía provenir de unas supuestas Cortes de Nájera, convocadas por Alfonso VII en 1138 o por Alfonso VIII en 1185 cuya efectiva existencia no está establecida) serían las fuentes del Fuero Viejo de Castilla, que recoge los privilegios de los nobles frente a los fueros locales. Se recoge en el Ordenamiento de Alcalá de 1348. Este texto establece un principio de jerarquía normativa entre las distintas leyes: primero debía aplicarse el propio Ordenamiento de Alcalá, en caso necesario los fueros locales (y el Fuero Juzgo como supletorio de estos) y las Partidas en último caso.
En el reinado de los Reyes Católicos se realizó el Ordenamiento de Montalvo de 1484; base de las Leyes de Toro de 1505 y de las posteriores Nueva Recopilación de 1567 y Novísima Recopilación de 1805, texto que cierra el proceso legislativo del Antiguo Régimen en España.
Hubo otros textos legislativos castellanos medievales, como el Speculum y el Septenario, además de numerosas obras jurídicas de prestigiosos juristas de formación romanista, como Jacobo "el de las leyes" (Flores de las Leyes, Doctrinal de los Pleitos, Los Nuevos Tiempos de los Pleitos), el obispo Fernando Martínez de Zamora (Summa Aurea de Ordine Juridiciario) o el maestro Roldán (Ordenamiento de las Tafurerías). Después de la Edad Media continuó la labor de glosadores de la legislación de origen medieval, como Gregorio López.
Tanto en la Corona de Aragón como en el reino de Portugal y el reino de Navarra hubo también otras recopilaciones legislativas durante la Edad Media:
Aragón:
- Usatges de Barcelona (Condados catalanes, desde el siglo XI)
- Constituciones catalanas (ídem, 1283-1702)
- Fueros de Valencia (Reino de Valencia, desde 1238 -Els costums y posteriormente Furs de Valencia-)
- Fueros de Aragón (Reino de Aragón, desde 1247 -Vidal Mayor o In excelsis Dei Thesauris o Compilatio Maior-)
- Observancias (ídem, desde 1428)
- Carta de franquesa de Mallorca, concedida por Jaime I el 1 de marzo de 1230, convertida en Privilegios y franquicias de Mallorca, Llibre dels Reis o Llibre de franqueses i privilegis del regne de Mallorca (Romeu des Poal 1334-1341 -existen textos anteriores: el códice 1498 del Arxiu del Regne de Mallorca, fechado en 1288, y el Códice del veguer Pere Torrella, datado en 1291-).[20]

En lengua catalana se usa la palabra fur para "fuero".
Portugal:
- Ordenações Afonsinas (de Alfonso V de Portugal -mediados del siglo XV-)[21]
- Ordenações Manuelinas (de Manuel I de Portugal -1512-)[22]

En lengua portuguesa, como en gallego, se utiliza la palabra foro y foral (en plural forais) o Carta de Foral para denominar a los fueros.
Navarra:
- Fuero General de Navarra (1327)

Textos jurídicos de origen extrapeninsular tuvieron también autoridad e influencia en los reinos españoles medievales, como los Libri Feudorum lombardos y los Rooles de Olerón (para el derecho mercantil).

Documentos forales
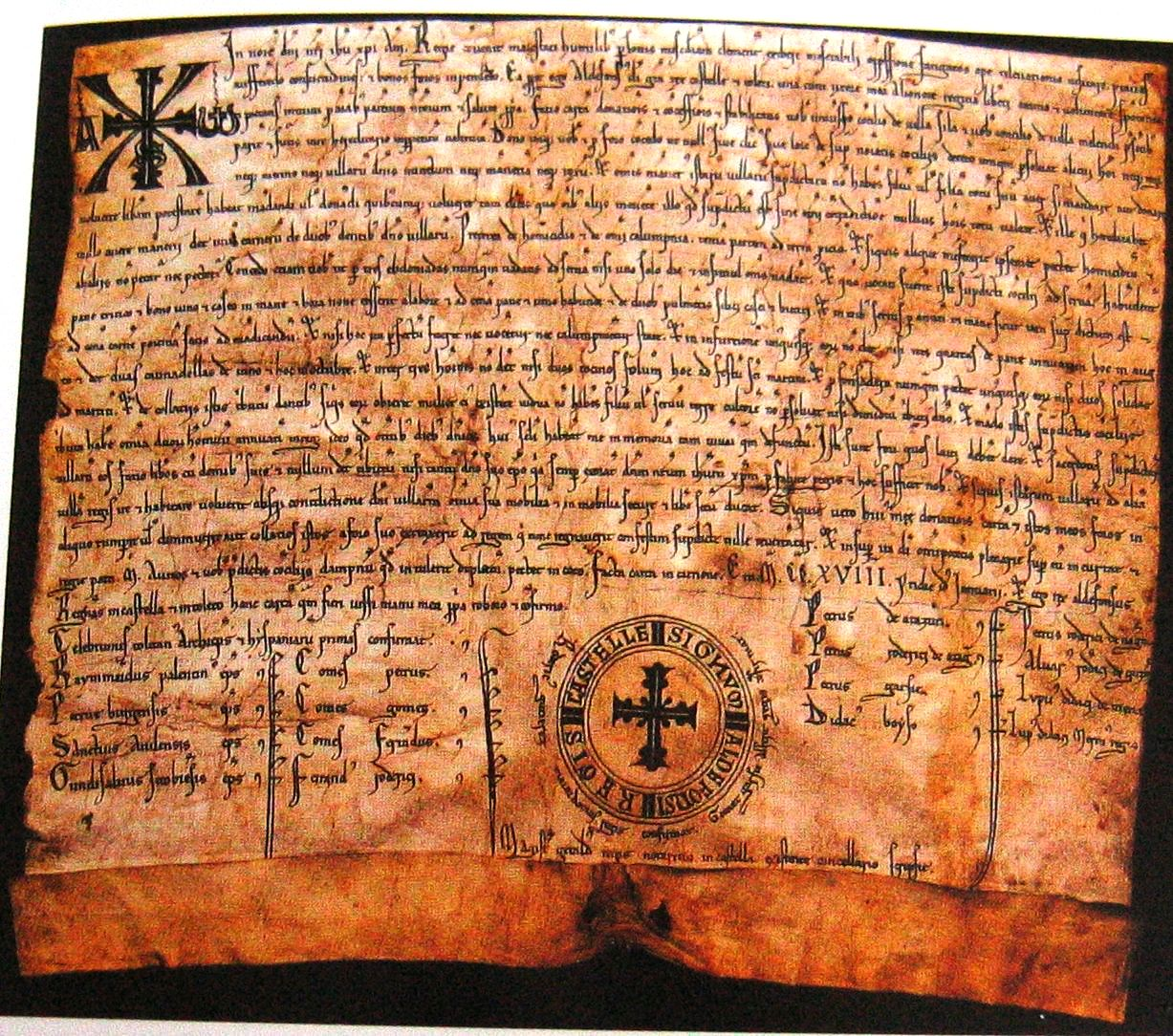
Fuero de Villasila y Villamelendro (Alfonso VIII, 1180).
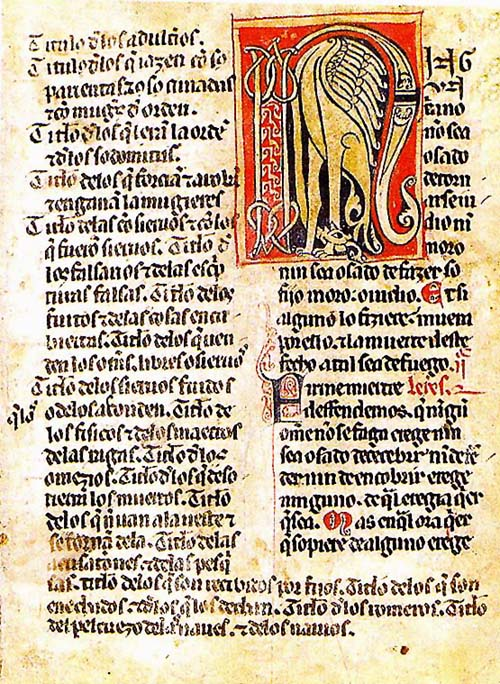
Fuero Real de 1255.
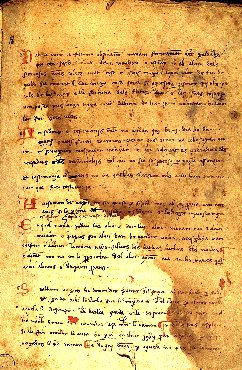
Manuscrito del siglo XIII de los Usatici Barchinonae.
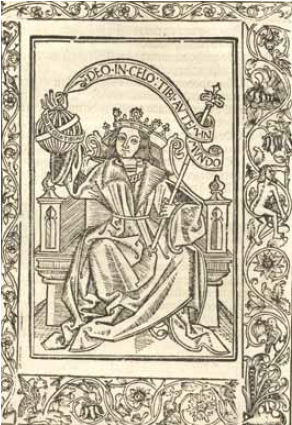
Edición de 1514 de las Ordenações Manuelinas.
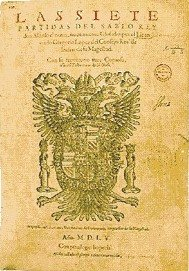
Edición de 1555 de Las Siete Partidas.

## Señoríos

### Señoríos medievales
Desde la Edad Media al fin del Antiguo Régimen, tanto en los reinos de Castilla y de León como en los reinos de Aragón y Valencia se verificó el sistema señorial, con la particularidad de que en Aragón y Valencia a los señoríos se le denominó baronías, y así los poseedores de un señorío se titulaban Señor de la Baronía de tal, o abreviadamente Barón de tal. Las baronías más antiguas son las baronía de Fraga, la baronía Gavin y la baronía de Polop.
Existían los señoríos solariegos y los jurisdiccionales. Los primeros estaban basados exclusivamente en el territorio, mientras que los segundos fueron una evolución y se referían a las competencias del Señor del lugar, aunque los dos elementos solían estar presentes en el señorío. En realidad se observa una evolución gradual en el transcurso de la Edad Media, desde las propiedades dominicales de los primeros tiempos a los dominios señoriales posteriores, cuando los propietarios comenzaron a ejercer atribuciones de mando, y finalmente a los señoríos jurisdiccionales, típicos de los siglos XIV y XV.
Según el titular del señorío se distinguen entre los infantazgos, propios de infantes o hijos de reyes, los abadengos, señoríos de instituciones eclesiásticas, los maestrazgos, señoríos de órdenes militares y los solariegos, señoríos de la nobleza. También existía el señorío regio o realengo. Por otra parte, en tierras de Castilla se hallaban los lugares de behetría, que progresivamente se fueron aproximando a los señoríos solariegos. Asimismo había señoríos corporativos o terminiegos, cuyos titulares eran los concejos. En los últimos siglos de la Edad Media tuvo lugar en la Corona de Castilla un proceso de reforzamiento del régimen señorial.

### Señoríos modernos

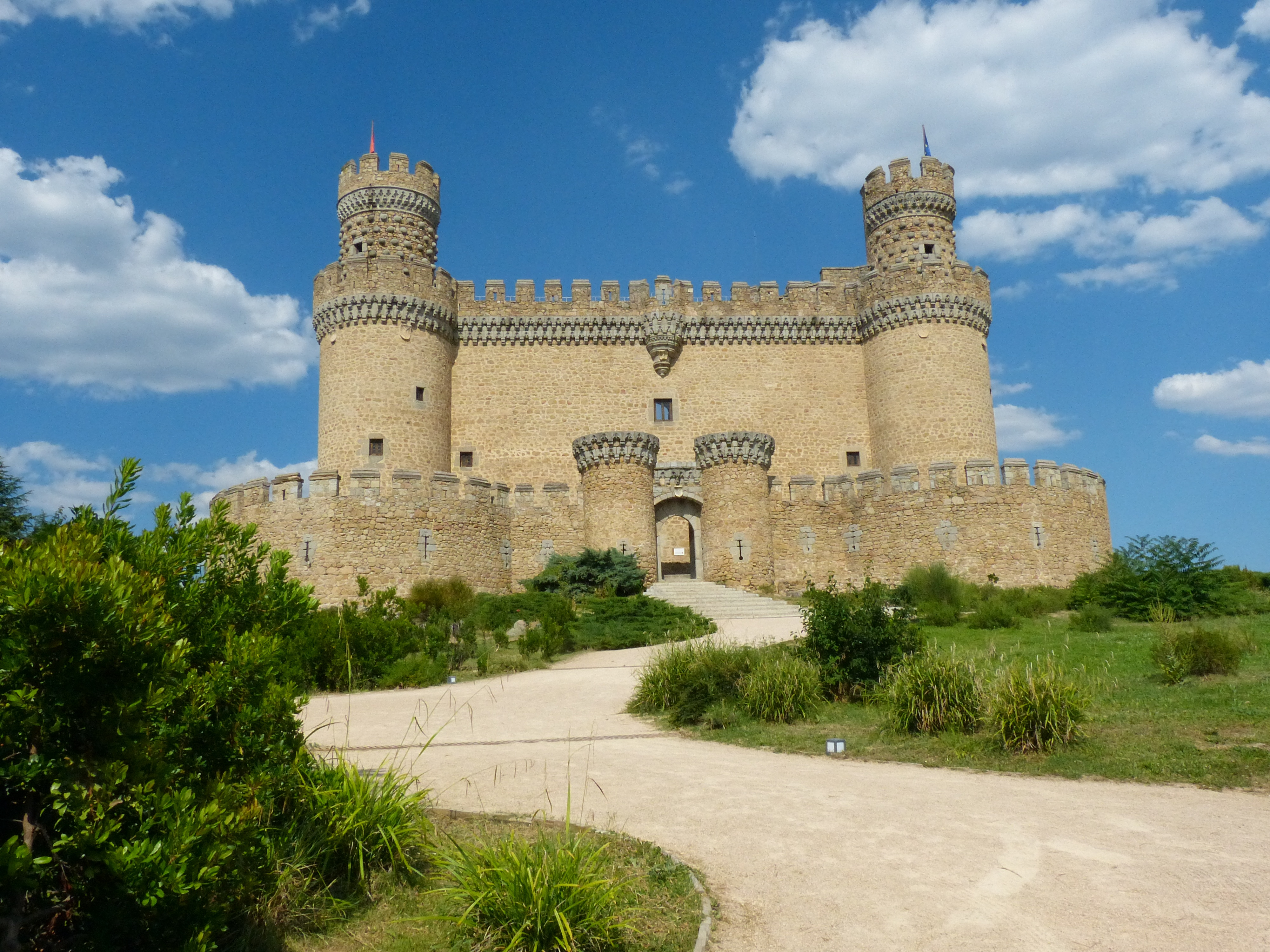
Castillo de los Mendoza, a quienes Juan I de Castilla otorgó el Señorío del Real de Manzanares en 1383

En las postrimerías del siglo XV, el mapa del señorío español se vio ampliado como consecuencia de las recompensas otorgadas por los Reyes Católicos a los nobles que les habían apoyado en sus empresas militares. Las familias favorecidas consolidaron su poder apoyando a Carlos I tras de la guerra de las Comunidades de Castilla (1520-1521) y las Germanías (1519-1523). En general, puede decirse que las prerrogativas señoriales durante la época de los Austrias en lo fiscal, judicial y administrativo fueron amplias.
Salvada la superior autoridad y jurisdicción de los reyes, estos permitieron la conservación de las jurisdicciones privadas a través de la institución del mayorazgo. Las necesidades económicas que acuciaron a la Corona, agudizadas en el siglo XVII, propiciaron la venta de jurisdicciones y rentas. Los Borbones cambiaron de actitud y terminaron con las ventas y las donaciones de nuevos señoríos: Felipe V, inmerso en la guerra de Sucesión, creó la Junta de Incorporaciones (1707), encargada de recuperar rentas enajenadas, oficios, títulos y jurisdicciones privadas, aunque su actividad fue escasa. El balance de la acción contra los señoríos del régimen ilustrado fue pobre, porque estaban tan entrañados en el entramado institucional y jurídico del Antiguo Régimen que sólo fue posible su desmantelamiento en el siglo XIX, gracias a las Cortes de Cádiz.

## Homes bonos
En las ciudades, los homes bonos (omnes bonos, omnes buenos, omes bonos, omes buenos u "hombres buenos" -en la Corona de Aragón existía la denominación de ciudadanos honrados, mientras que los cátaros se llamaban a sí mismos Bons Hommes-) constituyeron un poderoso e influyente cuerpo intermedio de hombres libres, situados socialmente entre la aristocracia feudal y los campesinos. No estaban vinculados con la red nobiliaria de lazos vasalláticos, y basaban su poder político en su representación institucional en el gobierno de los concejos, mediante cargos como el de regidor o el de procurador en Cortes. Más que una burguesía de artesanos y comerciantes, su condición social era la de hidalgos, caballeros y otros miembros de la pequeña nobleza, basada económicamente en rentas tanto de propiedades rurales como urbanas. En algunos casos debían su riqueza a actividades artesanales, mercantiles y financieras (habitualmente incompatibles con la nobleza). No es un concepto definido con claridad: inicialmente se diferencian de los caballeros, identificándose como los vecinos no nobles de la ciudad. Con el tiempo, se identificaron con las familias en que se perpetuaban los cargos concejiles, convertidas en una verdadera oligarquía o patriciado urbano, equiparado a la pequeña nobleza y diferenciado claramente de la plebe urbana. En ciertos lugares, la denominación terminó designando a los letrados que actuaban para los concejos.

## Fin del régimen feudal o señorial
La revolución liberal española iniciada en 1808 consideraba a los señoríos como uno de los símbolos del "régimen feudal" a suprimir, invocando precedentes en las quejas seculares de procuradores en Cortes contra sus excesos, entendiendo que habían sido otorgados con daño al pueblo llano y en detrimento de los derechos de la Corona. También era evidente que pretendía seguirse (si bien con una voluntad más reformista que revolucionaria) el ejemplo de la "abolición del feudalismo" que decretó la Asamblea Nacional francesa el 4 de agosto de 1789 (es significativa la cercanía de los días elegidos para la promulgación de las leyes).
De esos planteamientos surgieron tanto la necesidad de la desamortización (iniciada ya con el despotismo ilustrado del XVIII, pero que no se generalizó hasta el Decreto Mendizábal de 19 de febrero de 1836 -para las propiedades eclesiásticas-, y la Ley Madoz de 1 de mayo de 1855 -de Desamortización general, que afectó al resto de bienes "de manos muertas" y particularmente a los bienes comunales y "de propios" de los ayuntamientos-) como la de la desvinculación de las propiedades nobiliarias (eliminación de la institución del mayorazgo con el Real Decreto de 11 de septiembre de 1820 -convertida en Ley desvinculadora el 11 de octubre del mismo año-) y de la supresión de los señoríos (en dos textos legislativos, que hubo que reiterar debido a la supresión del primero por la restauración del absolutismo por Fernando VII).
Decreto de 6 de agosto de 1811 y Ley de 3 de agosto de 1823
Elaborado el primero por las Cortes de Cádiz, y la segunda por las del Trienio Liberal, suponían la incorporación a "la nación" de los señoríos jurisdiccionales de cualquier clase y condición, pasando a ser competencia pública el nombramiento de todos los justicias y demás funcionarios públicos. Abolían los dictados de vasallo y vasallaje y las prestaciones, así reales como personales, que debían su origen al título excepcional, a excepción de los que procedan de contrato libre en uso del derecho de propiedad.
En los artículos 5 y 6 del Decreto se determinaba que los señoríos territoriales quedaban bajo el derecho de propiedad particular salvo aquellos que por su naturaleza debían incorporarse a la nación o los que no habían cumplido las condiciones en que se concedieron; y por lo mismo los contratos, pactos o convenios que se habían hecho en razón de aprovechamiento, arriendos de terrenos, censos u otros de esta especie celebrados entre los llamados señores y vasallos se debían considerar como contratos de particular a particular. Es decir, se respetaban los señoríos territoriales o de simple dominio particular.
A pesar de abolirse por decreto los señoríos y privilegios feudales, algunos pervivieron durante más de un siglo. Es el caso del llamado "Pan del Quarto" en el municipio leonés de Riello. Este consistía en el pago por parte de la población del "Quarto de quanto pan labraban e cogían cada año". El impuesto se pagaba el día de San Miguel e iba destinado a las paneras del Conde de Luna.
Desde la Edad Media hasta el siglo XX se llevaron a cabo varios pleitos en los que los vecinos de estas comarcas intentaron deshacerse de ese impuesto tan duro que ahogaba económicamente a todos los miembros de esas comunidades a lo largo de los siglos. Hasta el 10 de diciembre de 1931, no se logró certificar judicialmente el final de un tributo que resultó una losa económica para las gentes de Las Omañas y Babia. El Decreto firmado por el presidente de la República, Manuel Azaña, puso punto final a una disputa que se ahogaba en el tiempo. La desaparición oficial de este impuesto se produjo en Robledo de Omaña (Riello) el 4 de octubre de 1932.
Vicente Flórez de Quiñones y Tomé, abogado y notario fue la persona que logró abolir en plena Segunda República uno de los últimos tributos medievales por el que los campesinos debían de ceder, a los Condes de Luna o a quién estos hubieran cedido el beneficio, la cuarta parte de todas sus cosechas.
La abolición de este foro leonés, en un pleito que los concejos llevaron hasta las Cortes Constituyentes de la Segunda República, supuso el final del último residuo feudal que todavía tenía vigencia en España en 1931.

## Documentos

### Juramento de paz y tregua del conde de Pallars
Juro ego Pere Ramon comte, fil de Valenca comtessa, che, d'achesta hora enant, treva & Paz tenre & a coons omens tenet la mannare, axf co lo bispe feta la a escriure; & si negti mon ome de Pallars la aulra] franta'Z ne la fran, a Deu & al bisbe per destrenner e per rederce[r], aitoris Fen sere; & acsi com damont es escrit & hom lfge{r}-i o pod, si o tenre & o atendre a Deu & al bispe series engan, per Deu & ista IIIIor evangelia. Arnall Ramon similiter. Tedball Ramon similiter. Pere Guillem similiter. Bernard Guillem. R. Bernard. Pere Rodger. Rodlan Rodger. Ramon Pere. Ecard de Mur. Guillem Arnall de Basturc. Bernard Bernard de Tenrui. Berenger Borrell. Ramon Brocard. Od de Mur. G. Jozfred. Utalard. Ramon Guinaman. Girbert Amad. Rodger de Montanna[nal. Pepin de Girveta. Dalmaz Isarn. Pere R. de Pugcercos. Arnall Pere de Girveta. R. Mir de Clarmont. Arnall Rodger. Girber[t} Ug & suos filios. Berenger Ramon de Mur. Berenger Ramon de Liminnana. Pere R. de Terraca. Oliver de Eroles. Marti Pere. Ramon Pere de [Cellers]. Ug de Guardia. Bernard Amad. Ramon Adalbert. Pere Ferrer. Pere Gid. Mir Ramon de Claverol. Vidia de Galiner. Ramon Pere de Talarn. R. Ramon d'Orcall. Bernard Eriman. Bernard Ogger de Tenrui. Ber... Ramon. Pere Ramon de Eril. Bertran At. Arnall Guilabert. Omnes isti iuraverunt treguam & pacem.
Jurament de pau i treva del comte Pere Ramon de Pallars Jussà al bisbe d’Urgell
("Juramento de paz y tregua del conde Pere Ramon de Pallars Jussà al obispo de Urgel", ca. 1098

-uno de los primeros ejemplos de uso escrito de la lengua catalana-).

### Fuero de Sepúlveda
8. Y no paguen portazgo en ningún mercado.
9. Si algún hombre quisiera ir a Sepúlveda, antes de un mes ningún hombre sea osado de tocar su casa.
10. Y si algún hombre de Sepúlveda matara a un hombre de otra parte de Castilla, pague la octava parte.
11. Y si algún hombre de Castilla matara a un hombre de Sepúlveda, pague cada uno según su fuero.
12. El que matare merino, el concejo no pague sino dos pieles de conejo.
13. Y si algún hombre de Sepúlveda matara a otro de Castilla y huyera más allá del Duero, ningún hombre lo persiga.
14. La calonia por hurto se pague hasta el total.
15. Quien quiera registrar una casa a causa de un hurto, vaya al juez y reclame al sayón del concejo y registre, y si lo hallara allí y si no le es permitido el registro, hágalo pechar por hurto y las novenas a palacio; y si nada encontrara, aquellos de la casa no hagan ningún juicio más.
16. Si alguna mujer abandona a su marido, pague 3000 sueldos, y si algún hombre abandona a su mujer, pague arienzo.
17. Y su algún hombre trajera de otra parte mujer ajena, o hija ajena, o alguna cosa de sus correrías y las introdujera en Sepúlveda, nadie se las reclame.
18. Si algún hombre del modo que aquí nombramos quisiera perseguir a un homicida y lo matara antes de llegar al Duero, pague 300 sueldos y sea homicida.
19. Todo infanzón que deshonre a un hombre de Sepúlveda, menos el rey o el señor, él mismo repare el daño y si no sea declarado enemigo.
Fuero de Sepúlveda

### Coronación de Alfonso VII de León
En el año 1135, fijó el rey la fecha de celebrar concilio en la ciudad regia de León, en 26 de mayo, en la solemnidad de Pentecostés, congregando a los arzobispos, obispos y abades, condes y príncipes, jefes militares y jueces de todo el reino. En el día señalado, se reunió el rey con su esposa, doña Berenguela, su hermana la infanta doña Sancha; con ellos, el rey García de los Pamplonicas. Obedientes a la indicación real, todos acudieron a León. Se congregó también un gran número de monjes y clérigos y una inmensa muchedumbre del pueblo llano, deseosos de ver y de escuchar o de predicar la palabra divina.
En el primer día del concilio tanto las clases altas como las más populares se congregaron con su rey en la iglesia de Santa María y allí discutieron lo que se dignó inspirarles, en su bondad, Nuestro Señor Jesucristo, para la salvación de las almas de los fieles cristianos. Al día siguiente, que coincidía con la venida de del Espíritu Santo sobre los Apóstoles, arzobispos, obispos, abades, nobles y plebeyos y todo el pueblo, se congregaron nuevamente en la iglesia de Santa María con el rey García y con la infanta doña Sancha. Por inspiración divina se propusieron entronizar como emperador al rey Alfonso, en atención a que el rey Zafadola de los Sarracenos, el conde de Barcelona, el conde Alfonso de Tolosa y muchos condes y duques de Gascuña y de Francia le habían prometido vasallaje. Cubrieron al rey con un manto muy rico, bordado exquisitamente; impusieron sobre su cabeza una corona de oro puro y piedras preciosas; le colocaron entre las manos el cetro. El rey García le sostenía el brazo derecho y el obispo de León, don Arias, el izquierdo y, entre obispos y abades, lo llevaron al altar de Santa María entonando el “Te Deum laudamus” y aclamándole con vivas a Alfonso Emperador. En el altar le bendijeron y celebraron la misa con rito festivo. Terminada la ceremonia cada uno regresó a su alojamiento. Por otra parte, mandó celebrar un gran convite en los palacios reales, y los condes, nobles y duques servían las mesas reales. Y el emperador mandó también dar cuantiosos donativos a los obispos y abades y a todos y distribuir entre los pobres numerosas limosnas de vestidos y alimentos
Coronación de Alfonso VII de León como Imperator totius Hispaniae (traducción castellana del texto latino original de la Chronica Adefonsi imperatoris).

### Ordenamiento de Sevilla de 1250[32]
Conocida cosa sea à quantos esta carta vieren, como yo, D. Ferrando, por la gracia de Dios rey de Castilla, de Toledo, de León, de Galicia, de Sevilla, de Córdoba, de Murcia, de Iaén: enbié mis cartas a vos, el Concejo e Homes bonos de Segovia, que enbiasedes vuestros homes bonos de vuestro concejo á mí por cosas que auíe de ver é fablar con vusco por buen paramiento de vuestra Villa et de la tierra.

Et vos enviastes vuestros homes bonos ante mi: é yo fablé con ellos aquellas cosas que entendí que eran buen paramiento de la tierra. Et ellos saliéronme bien, et recudiéronme bien á todas las cosas que les yo dixe, de guisa que les yo fui su pagado.
Et esto pasado, rogáronme, et pidiéronme merced por su villa, que les toviese aquellos foros, et aquella via, et aquellos usos que tovieron en tiempo del rey don Alfonso mi abuelo et á su muerte, así como gelos yo prometí, cuando fui Rey de Castella que gelos terníe et gelos guardaríe ante mia madre et ante mios ricos homes, et ante el arzobispo et ante los obispos, et ante caballeros de Castiella et de Estremadura et ante toda mia corte.
Et yo bien conozco et es verdad que cuando yo era niño que aparté las Aldeas de las Villas en algunos logares. Et a la sazón que yo esto fiz, non paré en tanto mientes. Et porque tenie que era cosa que devie a emendar; ove mio consello con Don Alfonso mio fijo, et con Don Alfonso mio hermano, et con Don Diego Lopez, et con Don Ñuño Gomez, et con Don Rodrigo Alfonso, et con el Obispo de Palencia, et con el Obispo de Segovia et con el Maestre de Calatrava et con el Maestre de Veles [sic, por Uclés], et con el Maestre del Temple, et con el grand Comendador del Hospital: et con otros ricos homes. Et con Cavalleros, et homes bonos de Castiella, et de Leon, et tove por derecho et por razón de tornar las aldeas a las villas, asi como eran en días del mio abuelo, et á su muerte; et que ese foro, et ese derecho, et esa via oviessen los de las aldeas con los de las villas, et los de las villas con los de las aldeas...
Et pues que esta gracia les fiz, et este amor: et tove por derecho de tornar las Aldeas á las Villas; mando otro si á los de las Villas, é defiéndolos so pena de mio amor, et de mi gracia: et de los cuerpos: et de quanto án, que ninguno, tanbien Jurado como Alcalde: como otro Cavallero de la Villa poderoso, nin otro qualquier que mala cuenta: nin mal despachamiento: nin mala premia: nin mala correría: nin mal fuero fiziese á los pueblos tanbién de la Villa, como de las Aldeas: nin les tomasse con ducho atuerto: nin á fuerza, que yo que me tornase a ellos á fazerles justicia en los cuerpos: et en los averes, et en quanto hán, como omes que tal yerro, et tal tuerto, et tal atrevimiento facen á sennor.
Et maguer yo entiendo que todo esto debo á facer, et á vedar por mió debdo, et por mió derecho como sennor, plogó á ellos, et otorgáronmelo, et tovieron que era derecho que yo que diese aquella pena que sobredicha es en los cuerpos e en los averes a aquellos que me errassen e tuerto me fiziessen a mios pueblos, assí como sobredicho es en esta carta.
Et mando e tengo por bien que quando yo embiare por omnes de vuestro concejo que vengan a mí por cosas que oviere de fablar con ellos, o quando quisiéredes vos a mí embiar vuestros homes bonos por pro de vuestro concejo, que caledes caballeros á tales [en otra versión: catedes en vuestro Conceio caveros a tales], cuales tovierdes por guisados de enviar á mí. Et a aquellos cavalleros que en esta guisa tomáredes para enviar á mi, que les dedes despensas de Concejo en esta guisa: que quando vinieren fasta Toledo, que dedes á cada cavallero medio maravedi cada dia, é no más: é de Toledo contra la frontera que dedes á cada caballero un maravedí cada dia.
Et mando e defiendo que estos que a mí embiáredes que non sean más de tres fasta quatro, si non si yo embiasse por más.
Et otrosi tengo por bien et mando, que quando yo enuiare por estos caualleros, assi como sobredicho es, o el conceio los enuiaredes a mi, por pro de uuestro conceio, que traya cada caualero tres tres / bestias e non mas. Et estas bestias que gelas aprecien dos jurados et dos alcaldes, quales el conceio escogiere para esto; et aprecien cada una que uale quando fazen la muebda del logar donde los enuian, que si por auen/tura muriere alguna daquellas bestias, que sepades que auedes a dar el conceio et el pueblo por ella e que tanto dedes por ella, quanto fue apreciada de aquellos dos jurados e dos alcaldes, assi como sobredicho es.
Otrossi mando que los menestrales non echen suerte en el Juzgado por seer Juez, ca el Juez deve tener la seña: e tengo que si a afronta viniesse: o a logar del periglo yo me viesse raez la toviese [en otra versión: e omne vil o rafez toviesse la senna que podíe caer el Conceio en grant onta e en grant vergüença, e por end tengo por bien que qui la ovyere a tener que sea cavero e omne bueno de vergüença].
Otro si se que en vuestro concejo se facen unas Confradias é unos ayuntamientos malos á mengua de mio poder é de mio Señorío é á dapño de vuestro concejo é del pueblo, é se facen malas encubiertas é malos paramientos: mando so pena de los cuerpos é de cuanto avedes que estas confradias que las desfagades, é que de aquí adelante non fagades otras, fuera en tal manera para soterrar muertos, é para luminarias, e para dar a pobres, más que non pongades Alcaldes entre vos, nin coto malo.

Et pues que yo vos dó carrera por ó fagades bien, e limosna, e merced con derecho: si vos a mas quisiesedes passar a otros cotos, o a otros paramientos, o a poner Alcaldes; a los cuerpos, e a cuanto oviessedes, me tornaria por ello. (...)
Fecha la Carta en Sevilla, Regis expensis XXII. dia de noviembre Era M.CC.LXXX.VIII.
[O sea, año 1250. El rey es Fernando III "el santo". Hay cartas prácticamente idénticas emitidas a otras localidades, como Guadalajara.]